# Barlassina
Barlassina est une commune italienne d'environ 6 900 habitants située dans la province de Monza et de la Brianza dans la région Lombardie dans le nord de l'Italie.

## Administration
| Période                                  | Période  | Identité            | Étiquette    | Qualité |
| ---------------------------------------- | -------- | ------------------- | ------------ | ------- |
| 2009                                     | En cours | Anna Maria Frontini | Lista Civica |         |
| Les données manquantes sont à compléter. |          |                     |              |         |

### Communes limitrophes
Lentate sul Seveso, Meda, Seveso, Cogliate

## Personnalités nées à Barlassina
- Umberto Asnago (1949 - ... ), designer de mobilier